# Mamadou Tandja
 (juillet 2017).
Si vous disposez d'ouvrages ou d'articles de référence ou si vous connaissez des sites web de qualité traitant du thème abordé ici, merci de compléter l'article en donnant les références utiles à sa vérifiabilité et en les liant à la section « Notes et références ».
Mamadou Tandja, né en 1938 à Maïné-Soroa et mort le 24 novembre 2020 à Niamey, est un homme d'État et lieutenant-colonel nigérien. Élu président de la République en novembre 1999 et réélu en décembre 2004, il fait voter en 2009 un référendum qui prolonge son mandat de trois ans et lui permet de se représenter à nouveau. Mamadou Tandja est renversé lors d'un coup d'État, le 18 février 2010.

## Biographie

### Origine et débuts
Tandja est né à Maïné-Soroa, dans le département de Maïné-Soroa dans la région de Diffa. Il fait partie de l'ethnie Kanouri.
Ministre de l'Intérieur pendant la présidence du général Ali Saibou, il dirige la répression de la révolte touarègue en 1990. Au moins deux cents Touaregs sont arrêtés, torturés puis exécutés sans jugement après l'attaque de la gendarmerie de Tchin-Tabaraden dans la région de Tahoua le 7 mai 1990. Les Touaregs réclament un traitement équitable sur le plan administratif.
La conférence nationale nigérienne de 1991 met en place un gouvernement de transition, dirigé par Amadou Cheiffou, et qui organise des élections multi-partites, présentées par toutes les parties comme étant les premières véritablement démocratiques au Niger : législatives le 14 février 1993 et présidentielle les 27 février et 30 mars. Au premier tour de l'élection présidentielle, Tandja, candidat de l'ancien parti unique, le Mouvement national pour la société de développement ou MNSD, obtient 34,22 % des voix devant Mahamane Ousmane, candidat à la tête d'une alliance de partis de l'opposition qui récolte 26,59 %. Au second tour, Ousmane fait le plein des voix et gagne les élections, avec cependant un taux de participation très faible (35 %).
Le 27 janvier 1996, le général Ibrahim Baré Maïnassara renverse le président Ousmane et organise une élection présidentielle en juillet 1996. Tandja Mamadou s'y présente mais n'obtient que la troisième place avec 15,65 %. Ces élections, truquées, virent le général Baré dissoudre en cours de scrutin la Commission électorale nationale indépendante (CENI).  Le président sortant, le général Ibrahim Baré Maïnassara remporta les élections dès le premier tour avec 52,20 %.

### Élection présidentielle de 1999
À la suite de l'assassinat du général Baré en avril 1999 et la prise de pouvoir du commandant Daouda Malam Wanké, une nouvelle élection présidentielle sans fraude notable a lieu en novembre 1999. Tandja Mamadou y obtient 32 % des voix au premier tour et bat l'ancien Premier ministre Mahamadou Issoufou au second tour avec 60 % des voix. Tandja Mamadou prend ses fonctions de président de la République le 22 décembre 1999. En même temps que l'élection présidentielle ont lieu des législatives qui voient la victoire du MNSD de Tandja Mamadou.  

### Président de la République

#### Premier mandat (1999-2004)
Le 3 Janvier 2000, le nouveau président nomme Hama Amadou au poste de Premier ministre. 
Mamadou Tandja donne des priorités à son mandat  : d'abord rétablir les contacts avec les bailleurs de fonds internationaux et leur offrir des garanties de stabilité et de libéralisme économique ; priorité cruciale puisque le Niger, pays parmi les plus pauvres du monde, dépend en grande proportion des aides internationales. Mais les coupes de Tandja dans les budgets de l'éducation et de la santé, la réduction des effectifs de la fonction publique nigérienne, les retards dans le traitement des fonctionnaires (jusqu'à 18 mois) et des militaires entrainent une contestation sociale généralisée qui se transforme en manifestation d'étudiants sur le campus de l'Université de Niamey en 2001 et sur une mutinerie d'unités de militaires en 2002. De peur que la contestation ne s'étende, Tandja mate la mutinerie et contrôle la presse pour qu'elle n'en parle pas.

#### Réélection en 2004 et second mandat
Lors de l'élection présidentielle de novembre 2004, Tandja se représente. Au premier tour, il arrive largement en tête avec 40,7 % face à cinq autres candidats, et au second tour, il bat Mahamadou Issoufou avec 65,5 % des voix, obtenant ainsi un second mandat. Le candidat Issoufou dénonce des fraudes électorales dans les régions désertiques du nord, mais il est peu probable que l'ampleur de ces fraudes soient de nature à changer le résultat de la présidentielle.
Lors du sommet de Niamey (Niger), Mamadou Tandja a été reconduit à la présidence de l'Union économique et monétaire ouest-africaine. Le 19 janvier 2005, au cours du 28e sommet à Accra (Ghana), Mamadou Tandja, a été élu président de la Communauté économique des États de l'Afrique de l'Ouest, en remplacement du Ghanéen John Kufuor. Il a été reconduit à ce poste le 13 janvier 2006 lors du sommet de Niamey.

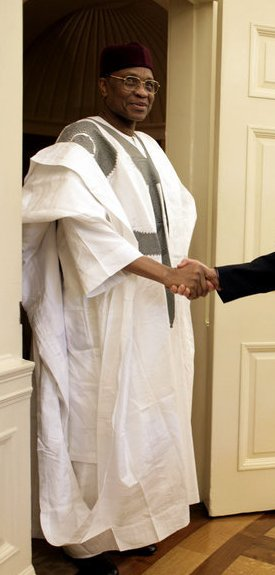
Mamadou Tandja, en 2005.

#### Crise Hama
Le 31 mai 2007, le gouvernement de son Premier ministre Hama Amadou est renversé par une motion de censure déposée par l'opposition parlementaire. Comme l'exige la constitution nigérienne, le président a le choix entre trois candidats au poste de Premier ministre proposés par les partis de la majorité. Ainsi le président Tandja a porté son choix sur l'ancien ministre de l'Équipement Seyni Oumarou proposé par le MNSD.

#### Rébellion touarègue
Depuis le mois de février 2007, le Niger connait une résurgence de la rébellion touarègue. Le MNJ, estimant que les accords de 1995 ne sont pas respectés, et que le pouvoir est trop corrompu a pris les armes contre le gouvernement et demande des négociations. Tandja refuse tout compromis avec les hommes du MNJ, qu'il qualifie de bandits et de trafiquants. Il a ordonné à l'armée le rétablissement de la sécurité au nord du Niger et pour ce faire, il décrète et renouvelle régulièrement tous les trois mois l'état de mise en garde dans cette région. Cette mise en garde renforce les pouvoirs de l'armée dans des zones de conflit.

#### Crise institutionnelle de 2009
L'élection présidentielle devait avoir lieu en octobre 2009 sans que Tandja puisse concourir de nouveau, la Constitution limitant à deux le nombre de mandats pour une personne. En juin 2009, le président Tandja souhaite une modification de la Constitution vers un régime complètement présidentiel, avec une extension exceptionnelle de son mandat de trois ans supplémentaires pour « achever les chantiers  entrepris » (à savoir la négociation des contrats d'uranium et de pétrole). Face au rejet de ce changement par la Cour constitutionnelle, dirigée par Salifou Fatimata Bazeye, et de l'Assemblée nationale, Tandja dissout l'assemblée ce qui veut dire qu'il n'y a plus de pouvoir législatif au Niger, le président gouvernant par décrets et arrêtés. Un référendum est lancé le mardi 4 août 2009 pour entériner cette modification et aboutir à une Sixième République. La presse, comme Le Sahel, presse du gouvernement, insiste sur « l'enthousiasme et la forte mobilisation des populations » et dénigre les opposants à cette modification comme des « agents de l'étranger » . Des élections législatives devaient être prévu avant la fin 2009. De nombreux partis de la coalition au pouvoir se sont ralliés au oui pour ce référendum (MNSD Nassara parti présidentiel, RSD Gaskiya, RDP Jama'a, PMT Albarka et des petits partis) contrairement à d'autres partis, plus distants (CDS Rahama, PNDS Tarraya, ANDP Zaman Lahiya, MODEN Lumana, Intersyndicale du Niger (ITN) et d'autres petits partis).

### Coup d'État de 2010
Un coup d'état militaire menée par une partie de l'armée renverse le président Tandja le jeudi 18 février 2010. La junte est baptisée Conseil suprême pour la restauration de la démocratie et est présidée par le chef d'escadron Salou Djibo, devenu le nouvel homme fort du Niger,.

### Après la présidence
Placé en résidence surveillée dans un premier temps, il est transféré dans la prison de Kollo en janvier 2011. Un mois après l'arrivée au pouvoir de Mahamadou Issoufou après les élections présidentielles les 31 Janvier et 12 Mars 2011 et la fin de la transition militaire, la cour d'appel de Niamey rejette toutes les charges retenues contre Tandja. Les procédures judiciaires sont abandonnées et il est libéré le 10 mai 2011.
Mamadou Tandja décède le 24 Novembre 2020 à Niamey à l'âge de 82 ans. La présidence annonce un deuil national de trois jours à l'annonce de son décès.